# Make the Difference
Make the Difference är det andra studioalbumet av den amerikanska tonårsstjärnan Tracie Spencer, utgivet den 20 augusti 1990, via Capitol Records.
Redan 1989 började Spencer att jobba på en uppföljare till sångerskans debutalbum, 1988:s Tracie Spencer vid Cherokee Studios. I augusti, följande år, släpptes sångerskans andra album som nu bestod av funk-inspirerad R&B. Make the Difference debuterade på en 195:e plats på USA:s albumlista Billboard 200. Fem veckor senare klättrade skivan till sin topp-position på listan, en 107:e plats. Albumet hade betydligt större framgångar på USA:s R&B-albumlista där den klättrade till en 38:e plats och höll sig kvar på listan ända till 1992. Albumets ledande singel, "Save Your Love" klättrade till en 7:e plats. Ytterligare tre framgångsrika topp-tio singlar släpptes från skivan, däribland albumets andra singel, "This House", som blir Spencers största hit till dato med en 3:e plats på USA:s Billboard Hot 100.
Make the Difference marknadsfördes kraftigt av Capitol Records och stöttades även av en nationell turné, Make the Difference Tour.

## Innehållsförteckning
| Nr  | Titel                   | Producenter                   | Längd |
| --- | ----------------------- | ----------------------------- | ----- |
| 1.  | This House              | Sherrod, Sir Spence           | 5:06  |
| 2.  | Save Your Love          | Harris, Holden, Price         | 4:40  |
| 3.  | Tender Kisses           | Sherrod, Sir Spence, Spencer  | 5:28  |
| 4.  | Too Much of Nothing     | McLeod, Sherrod               | 5:15  |
| 5.  | Double O Rhythm         | Hudnall, Sir Spence, Spencer  | 4:49  |
| 6.  | You Make the Difference | Sherrod, Sir Spence           | 5:06  |
| 7.  | This Time Make It Funky | Carlisle, Sherrod, Sir Spence | 5:26  |
| 8.  | I Like That             | Armstrong, Hudnall, Quander   | 5:06  |
| 9.  | I Have a Song to Sing   | Cooper, Howard, Stewart       | 4:37  |
| 10. | Sweeter Love            | Durham                        | 4:13  |
| 11. | Love Me                 | Brown, Robinson               | 5:03  |
| 12. | Tracie's Hideout        | Sherrod, Sir Spence           | 5:55  |

## Listor
| Lista (1990)                       | Topp Position |
| ---------------------------------- | ------------- |
| Amerikanska Billboard 200          | 107           |
| Amerikanska Top R&B/Hip-Hop Albums | 38            |